# Xã Troy, Quận DeKalb, Indiana
Xã Troy (tiếng Anh: Troy Township) là một xã thuộc quận DeKalb, tiểu bang Indiana, Hoa Kỳ. Năm 2010, dân số của xã này là 304 người.